# Volkswagen Golf 3
Volkswagen Golf 3 — третє покоління автомобіля компактного класу Volkswagen Golf випускалося концерном Volkswagen з 1991 по 2001 рр. (в Німеччині до 22 грудня 1997).
Дебют третього покоління Golf відбувся в серпні 1991 року на Женевському автосалоні. Восени 1992 року автомобіль посів 1-ше місце в рейтингу професійних європейських журналістів і став Європейським автомобілем року (European Car of the Year).
Всього було збудовано 4.805.900 екземплярів Golf-III усіх модифікацій.

## Кузов

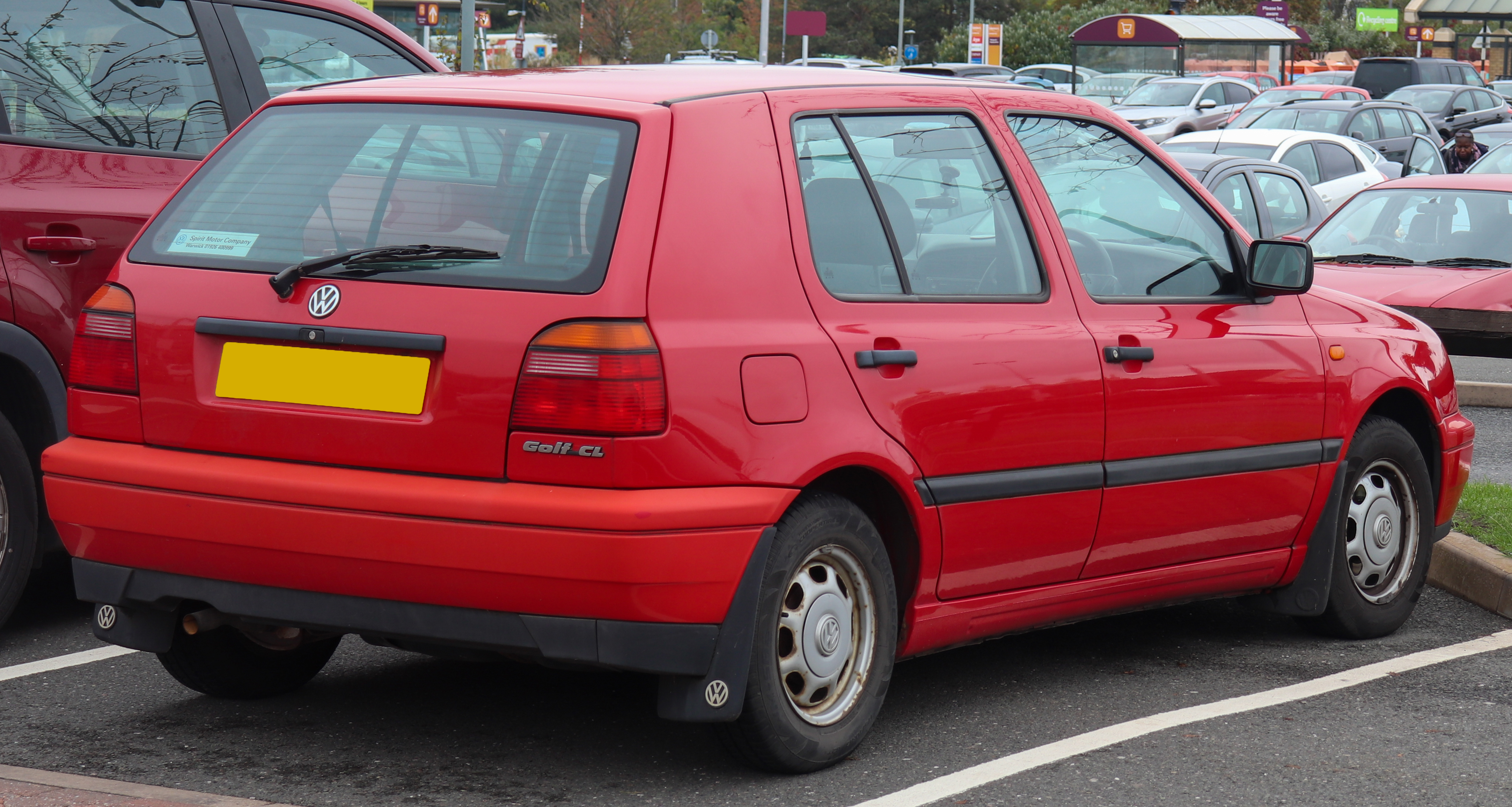
п'ятидверний Golf III

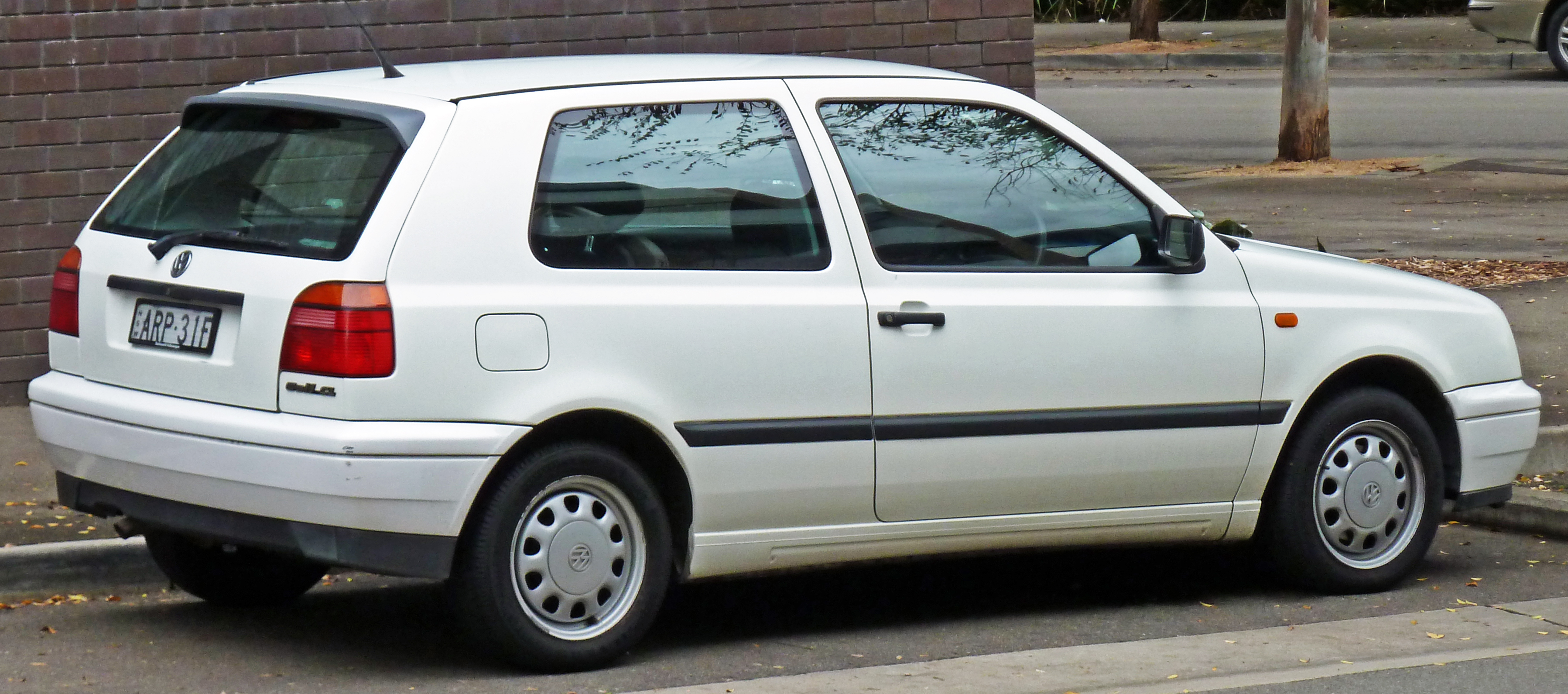
трьохдверний Golf III

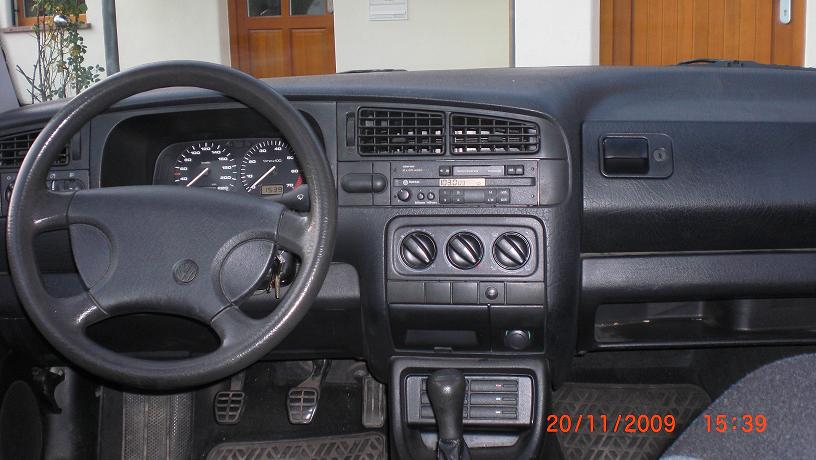
Салон

Volkswagen Golf-III випускався з декількома типами кузовів: 3- і 5-дверні хетчбеки, універсал (Variant) і кабріолет. Об'єм багажного відділення універсала при відкинутою спинці задніх сидінь складав 1425 л.
Автомобілі з кузовом седан на базі «Гольфа» традиційно звуться Volkswagen Jetta. Автомобілі-седани на базі «Гольфа» III-го покоління отримали назву — Vento.
Дизайн кузова «Гольф»-III, у порівнянні з попереднім поколінням, став більш закругленним, обтічним та «динамічним», але в той-же час достатньо солідним. Кількість всіляких версій і модифікацій VW Golf 3 була більше сотні.

## Оснащення
Підвіска у Golf спереду McPherson зі стабілізатором поперечної стійкості, а позаду так звана напівзалежна балка (у повнопривідних версіях задня незалежна).
Салон Volkswagen Golf 3 достатньо просторий спереду і ззаду, має хорошу шумоізоляцію. Багажник не відрізняється великою місткістю, якщо звичайно це не універсал. Кузов має хорошу якість збірки і забарвлення. Рульове управління серійно оснащене гідропідсилювачем, сидіння водія регулюється за висотою. Для підвищення безпеки, Фольксваген Гольф 3 з вересня 1992 року, як опцію комплектують двома передніми Airbag. Серед додаткового обладнання можна виділити систему ABS, електропідігрів сидінь, кондиціонер, електропривід регулювання кута нахилу спинок сидінь, централізоване управління замками, електрорегулювання положення зовнішніх дзеркал, система попереднього прогріву двигуна в холодну пору і багато іншого.
Особливу увагу розробники приділили безпеці - з'явилися зони деформації при ударі, посилений каркас, вбудовані в дверці підсилювачі. Так само на Golf III були повітряні подушки для водія і переднього пасажира, деформируемая на 170 мм рульова колонка, покритий пінопластом приладовий щиток і сталеві спинки задніх сидінь. Плюс до всього творці Golf III давали своїм клієнтам 12-річну гарантію від наскрізної корозії.

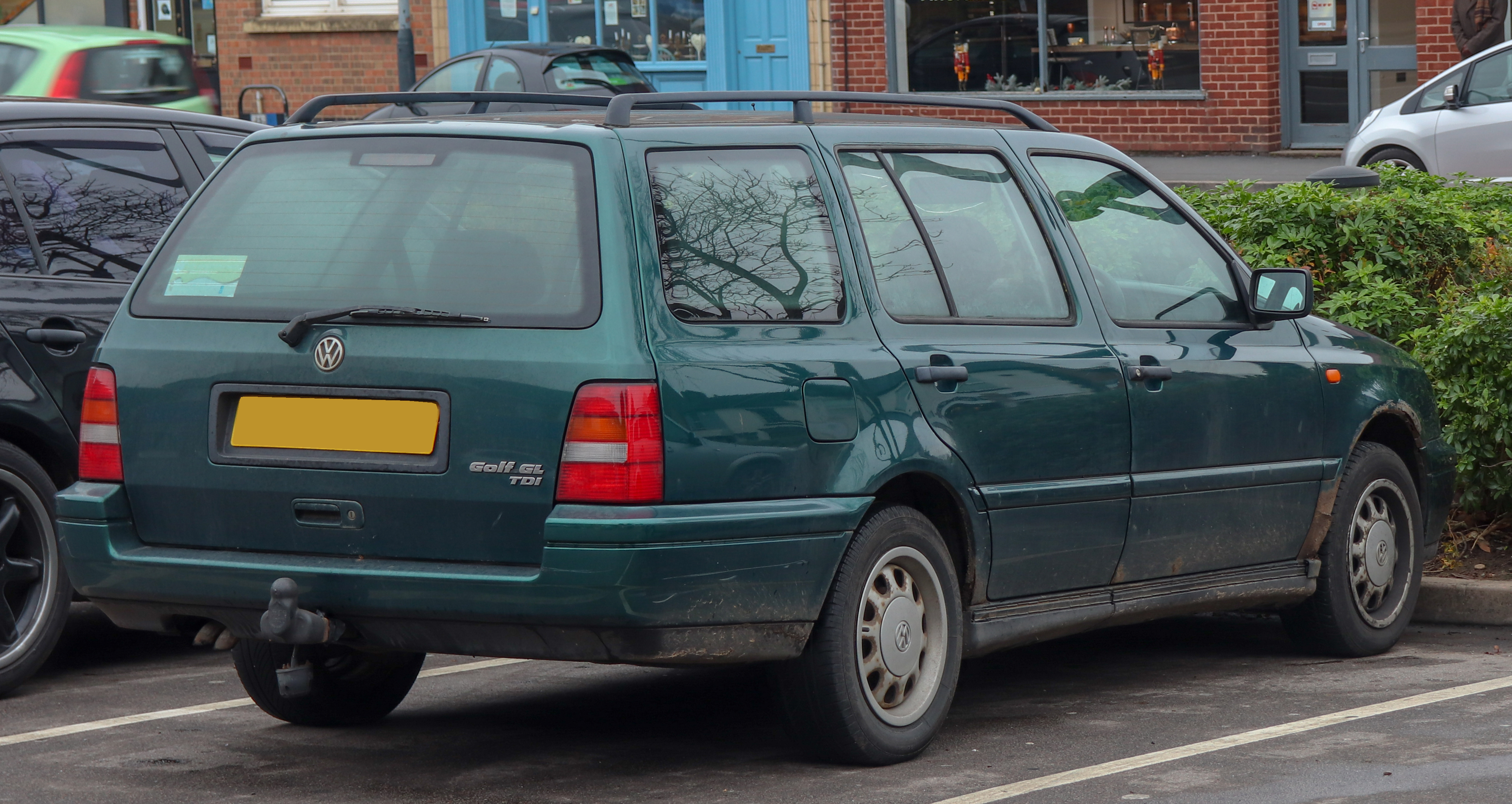
Golf III Variant (кузов «універсал»)
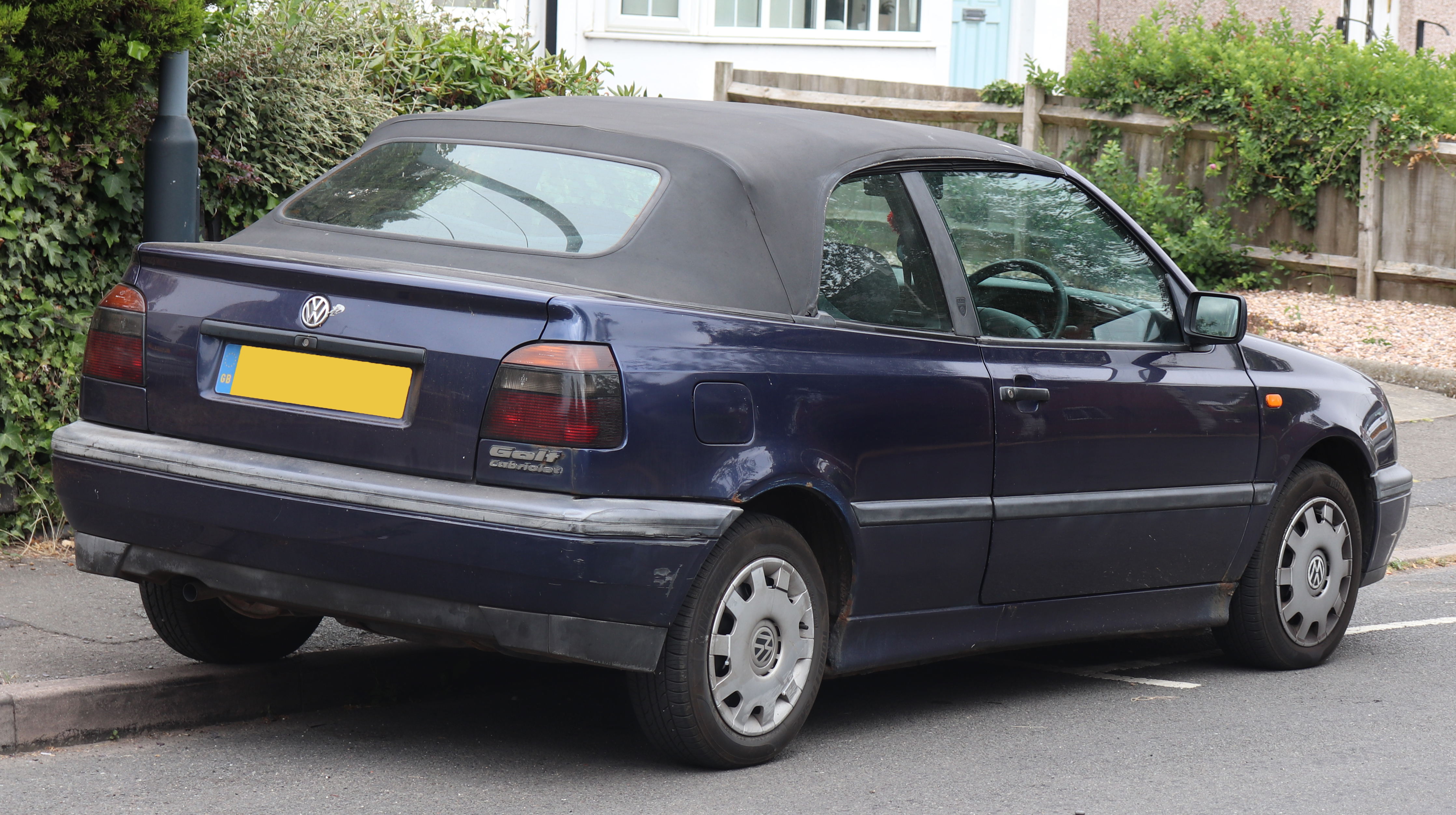
Golf III Cabrio (кабріолет)
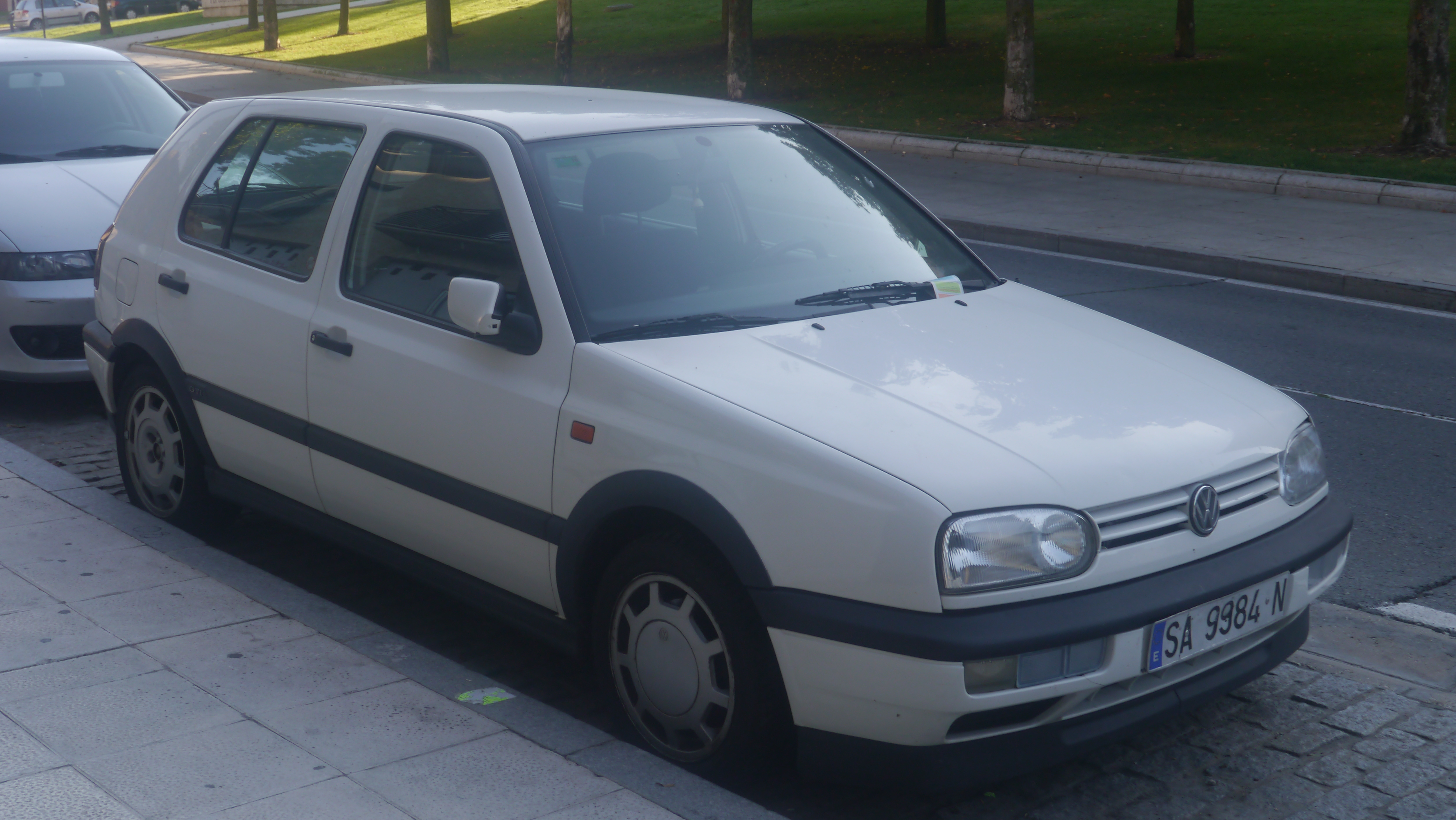
Volkswagen Golf GTI

## Двигуни
Автомобіль має досить непогані динамічні характеристики, ходова частина досить надійна. Спочатку гамма двигунів складалася з чотирициліндрових інжекторних моторів: 1,4 л. (60 к.с.), 1,6 л. ( 75 к.с.), 1,8 л. (75 і 90 к.с.) і 2,0 л. (115 к.с.). На версію GTI встановлювали 2-літровий 4-циліндровий двигун у двох виконаннях: з 8 клапанами (85 кВт/115 к.с.) або з 16 клапанами (110 кВт/150 к.с.). Найпотужніша версія VR6 з шестициліндровим двигуном V-конфігурації має об'єм 2,8 л. (174 к.с.) в передньопривідной версії Гольфу. ЇЇ стартове прискорення 0-100 км/год дорівнює всього 8 секунд. Повнопривідний варіант Golf-VR6 має мотор 2.9 л. і 140 кВт (190 к.с.).
У 1996 році почали встановлювати 1,6-літрові чотирьохциліндрові двигуни потужністю 101 к.с., які вважалися оптимальним вибором для авто цього класо-розміру. Подібні двигуни встановлювали також основні конкуренти VW Golf в цьому класі — Opel Astra і Toyota Corolla.
Пізніше у Гольфу з'явилися і 1,9 літрові версії TDI, оснащені турбодизельним двигуном з безпосереднім уприскуванням (75 — 110 к.с.).
Всі моделі оснащувалися 5-ступінчастою механічною коробкою передач або 4-ступінчастою автоматичною КПП, залежно від моделі двигуна.
| Двигун     | Об'єм [см³] | Тип двигуна | Код двигуна        | Циліндри /клапани | Потужність [к.с./кВт] при об/хв | Крутний момент [Нм] при об/хв | Швидкість максимальна [км/год] | Розгін 0-100 км/год [с] | Роки виробництва |
| Бензинові: | Бензинові:  | Бензинові:  | Бензинові:         | Бензинові:        | Бензинові:                      | Бензинові:                    | Бензинові:                     | Бензинові:              | Бензинові:       |
| ---------- | ----------- | ----------- | ------------------ | ----------------- | ------------------------------- | ----------------------------- | ------------------------------ | ----------------------- | ---------------- |
| 1.4        | 1391        | R4          | ABD                | 4/8               | 60 (44)/5200                    | 107/2800-3200                 | 157                            | 16,3                    | 1991 - 1995      |
| 1.4        | 1390        | R4          | AEX, APQ           | 4/8               | 60 (44)/4700                    | 116/2800-3200                 | 158                            | 15,9                    | 1995 - 1997      |
| 1.6        | 1598        | R4          | ABU                | 4/8               | 75 (55)/5200                    | 125/3400                      | 168                            | b.d.                    | 1991 - 1994      |
| 1.6        | 1598        | R4          | AEA                | 4/8               | 75 (55)/5200                    | 126/2600                      | 168                            | b.d.                    | 1994 - 1995      |
| 1.6        | 1598        | R4          | AEE                | 4/8               | 75 (55)/4800                    | 135/2800-3600                 | 168                            | 13,4                    | 1995 - 1997      |
| 1.6        | 1595        | R4          | AEK                | 4/8               | 101 (74)/5800                   | 135/4400                      | 188                            | b.d.                    | 1994 - 1995      |
| 1.6        | 1595        | R4          | AFT, AKS           | 4/8               | 101 (74)/5800                   | 140/3500                      | 188                            | 11,2                    | 1995 - 1997      |
| 1.8        | 1781        | R4          | AAM, ANN           | 4/8               | 75 (55)/5000                    | 140/2500                      | 168                            | 14,2                    | 1991 - 1997      |
| 1.8        | 1781        | R4          | ABS, ADZ, ANP, ADD | 4/8               | 90 (66)/5500                    | 145/2500                      | 178                            | 12,1                    | 1991 - 1997      |
| 2.0        | 1984        | R4          | 2E, ABA, ADY, AGG  | 4/8               | 115 (85)/5400                   | 166/3200                      | 210                            | 9,7                     | 1991 - 1997      |
| 2.0 16V    | 1984        | R4          | ABF                | 4/16              | 150 (110)/6000                  | 180/4600                      | 215                            | 8,7                     | 1993 - 1997      |
| 2.8 VR6    | 2792        | VR6         | AAA                | 6/12              | 174 (128)/5800                  | 235/4200                      | 224                            | 7,6                     | 1991 - 1998      |
| 2.9 VR6    | 2861        | VR6         | ABV                | 6/12              | 190 (140)/5800                  | 245/4200                      | 235                            | 7,4                     | 1994 - 1997      |
| Дизельні:  |             |             |                    |                   |                                 |                               |                                |                         |                  |
| 1.9 D      | 1896        | R4          | 1Y                 | 4/8               | 64 (47)/4400                    | 124/2000-3000                 | 156                            | 17,6                    | 1991 - 1997      |
| 1.9 SDI    | 1896        | R4          | AEY                | 4/8               | 64 (47)/4200                    | 125/2200-2800                 | 156                            | 17,6                    | 1995 - 1997      |
| 1.9 TD     | 1896        | R4          | AAZ                | 4/8               | 75 (55)/4200                    | 150/2400-3400                 | 165                            | 15,1                    | 1991 - 1997      |
| 1.9 TDI    | 1896        | R4          | 1Z                 | 4/8               | 90 (66)/4000                    | 202/1900                      | 178                            | 12,8                    | 1993 - 1996      |
| 1.9 TDI    | 1896        | R4          | AHU                | 4/8               | 90 (66)/4000                    | 210/1900                      | 178                            | 12,5                    | 1996 - 1997      |
| 1.9 GT TDI | 1896        | R4          | AFN                | 4/8               | 112 (82)/4150                   | 235/1900                      | 193                            | 11,0                    | 1996 - 1998      |